# Groenlandia densa
Potamot dense, Groenlandia serré
Espèce
Synonymes
- Buccaferrea densa (L.) Bubani[1] [2]
- Potamogeton densus L.[1] [2] [3]
- Potamogeton exstipulatus Muhl.[1]
- Potamogeton oppositifolius DC.[1]
- Potamogeton pauciflorus Lam.[1]
- Potamogeton serratus L.[1]

Statut de conservation UICN

 LC  : Préoccupation mineure
Groenlandia densa (L.) Fourr., de noms communs Potamot dense, Groenlandia serré, est une espèce de plantes subaquatiques (hydrophytes) et vivaces des mares, étangs et cours d'eau de l'hémisphère nord, appartenant à la famille des Potamogetonaceae, plutôt caractéristique de communautés rhéophiles et de milieux eutrophes.
Synonymes : Potamogeton densus ou Potamogeton oppositifolius

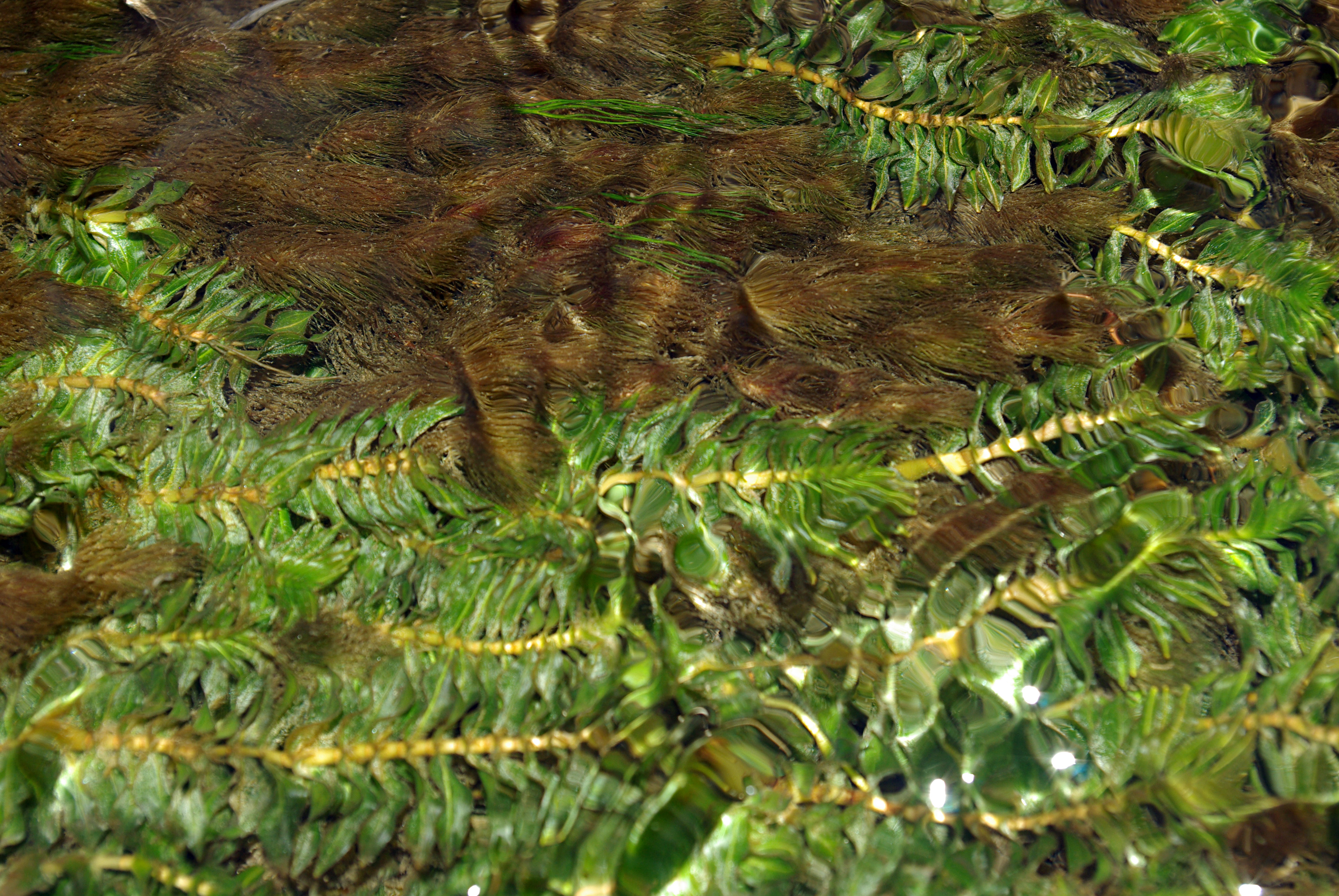
Herbier Groenlandia densa et un myriophylle qui lui est souvent associé : Myriophyllum spicatum. On distingue aussi quelques bruns de Ranunculus peltatus (ici en Espagne).

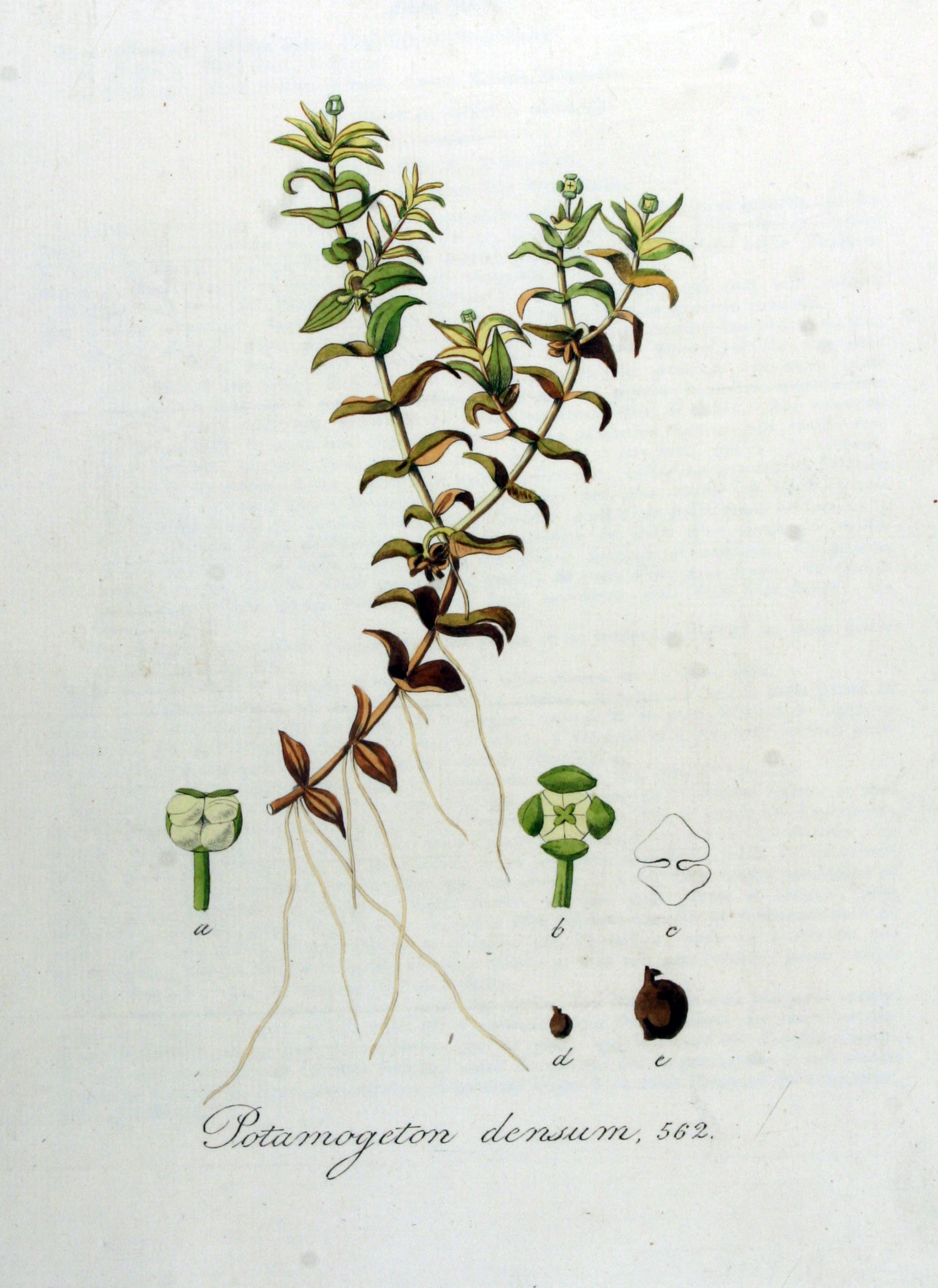
Illustration de Jan Kops: Flora Batava.

## Aire de répartition
Cette plante a une large aire de répartition dans l'hémisphère nord où elle et naturellement présente en Europe, en Asie de l'Ouest et en Afrique du Nord, mais elle tend maintenant aussi à se propager en Amérique et en Australie à la suite d'introductions.

## Habitats
Cette espèce qui porte le nom d'« herbe de fontaine » en néerlandais vit dans les eaux courantes ou stagnantes, claires et plutôt riches en éléments nutritifs, habituellement à faible profondeur et affleurant souvent en surface.

## Description
Cette plante aquatique submergée est vivace, glabre, rameuse-dichotome, à tiges cylindriques.
Feuilles : elles sont systématiquement opposées, membraneuses, lancéolées-aiguës, élargies-embrassantes à la base. Larges de 2 à 5 mm (3 – 15 mm selon d'autres sources) et longue de 10 à 40 mm, elles sont proches les unes des autres, souvent réfléchies et denticulées. Les feuilles ont 3 à 7 nervures longitudinales et souvent une marge légèrement ondulée. Leur pédoncule est court et recourbé en crochet naissant dans les dichotomies
Tige: longue de 10 à 30 (exceptionnellement jusqu'à 50 cm dans l'eau courante). Souvent, des racines blanches s'y forment.
Floraison : elle a lieu de Mai à septembre, avec des fleurs pourpres à 4 étamines sur un épi fructifère de 1 mm d'épaisseur et portant une bractée formant des oreilles latérales. Trois à six carpelles mesurent environ 3 mm sur 2 ; Après floraison, les tiges florales de 5 à 15 mm de longueur se recourbent en arrière.
Fruit (3 à 4 mm) : il est coriace, ovoïde ou en forme de rein, à paroi fine, comprimés, à carène aiguë (arêtes vives), et à bec en forme de court crochet.

## Écologie
C'est une plante des mares, étangs, et plutôt des cours d'eau à courant modéré, qu'on trouve notamment dans toute la France (dans les milieux qui lui conviennent) et qui peut avoir une valeur bioindicatrice.
Sa biomasse augmente du printemps à l'été, et peut fortement varier selon la qualité ou la perturbation du milieu aquatique
Comme de nombreuses autres espèces aquatiques cette espèce peut bioaccumuler des métaux lourds et métalloïdes toxiques et écotoxiques.

## Génétique
Nombre de Chromosomes :  2n = 30.

## Etat des populations, menaces, protection...
L'espèce est inscrite sur la liste rouge des espèces menacées aux Pays-Bas mais y est considérée comme stable ou en augmentation.
Elle peut être victime de la pollution ou de l'introduction d'espèces devenues invasives hors de leur milieu naturel (ex : Elodea canadensis et Elodea nuttallii en France).